# Flå
Flå és un municipi situat al comtat de Buskerud, Noruega. Té 1.074 habitants (2016) i té una superfície de 704 km². El centre administratiu del municipi és el poble homònim.
Flå és el municipi més meridional de Hallingdal i constitueix la porta d'entrada a Hallingdal del sud. Flå està vorejat al nord per Sør-Aurdal, a l'est per Ringerike, al sud per Krødsherad i Sigdal, a l'oest per Nore og Uvdal, i al nord-oest per Nes. Vassfaret és una vall muntanyosa desolada que voreja Flå. La serralada de Norefjell també inclou parts de Flå, així com els municipis de Nes, Ringerike i Sør-Aurdal. El llac de Krøderen (Krøderfjord) s'estén uns 41 km al nord de la localitat de Krøderen i arriba a Gulsvik. El Hallingdalselva desemboca al llac des del nord.